# Urmels großer Flug
Urmels großer Flug ist ein Jump-’n’-Run-Computerspiel, das vom deutschen Entwicklerstudio Sunflowers Interactive Entertainment Software entwickelt und 1996 für Windows veröffentlicht wurde.

## Story
Das Spiel basiert auf dem Kinderbuch Urmel aus dem Eis und der gleichnamigen ARD-Fernsehserie. Eine 3-D-animierte Filmsequenz zeigt wie Urmel von seinem Freund Schusch, der Schuhschnabel, zum Bau eines pedalbetriebenen Helikopters inspiriert wird. Danach wird Schusch vom Museumsdirektor Dr. Zwengelmann entführt. Mit Hilfe des pedalbetriebenen Helikopters suchen nun Urmel und seine Freunde nach ihm.

## Spielprinzip
Der Spieler spielt das im Helikopter sitzende Urmel. Die Aufgabe ist es, in den verschiedenen Leveln Urmels Freunde den Waran Wawa, den Pinguin Ping, das Schwein Wutz und Ophelia Tintenklecks nacheinander von einer Plattform zu einer anderen zu bringen.
Die Physik hierbei erinnert an das 1982 erschienene Arcadespiel Joust: Die Gravitation zieht Urmel permanent in Richtung Erde, was der Spieler durch Tastendrücken ausgleichen muss. In späteren Leveln ändert sich das Flugverhalten durch Wind, Strudel oder Gaswolken zeitweise, bzw. durch Magnete oder unter Wasser permanent. Außerdem sind spätere Level nur durch den präzisen Einsatz des Gleitflugs zu bewältigen.
Die insgesamt 100 Level führen durch viele aus den Theaterstücken „Urmel aus dem Eis“ (1969) und „Urmel spielt im Schloß“ (1974) bekannten Szenarien: die Insel Titiwu mit ihrem Dschungel, die Stadt Winkelberg mit ihrem Zoo und Museum (Dino-, Ritter- und Ägyptenabteilung), über den Wolken, unter Wasser, im Sumpf, in der Höhle und im Vulkan. Das Spiel kann nur nach der Bewältigung eines Szenarios (alle 7–8 Level) abgespeichert werden. Ein perfekter Walkthrough benötigt etwa drei Stunden.
Das Spiel endet mit einer weiteren 3-D-Animation.

## Kompatibilität
Das Spiel läuft auf Windows 98, 2000 und XP problemlos. Unter Vista und Windows 7 32-Bit ist es installierbar, aber ohne Emulator nicht spielbar. Auf 64-Bit-Systemen kann es nicht installiert werden.